# 実質賃料
実質賃料（じっしつちんりょう）とは、不動産の賃料に関する概念で、不動産の賃貸借等において、実際に支払われているすべての経済的対価をいう。英語では、"real rent" と訳される。以下、基本的に不動産鑑定評価基準による。
支払賃料と一時金の運用益及び償却額、その他収入、付加使用料及び共益費のうち実費超過額等で構成される。 

## 支払賃料
各支払期に支払われる賃料をいう。支払純賃料と必要諸経費等から成り立つ。支払純賃料に関して、単に「純賃料」と言った場合は、実質賃料から必要諸経費等を控除したものとなり、支払純賃料とは別のものとなる。

## 一時金の運用益及び償却額
日本においては、不動産の賃貸借等に際して種々の一時金の授受が行われる慣行がある。
賃料の前払的性格を有する一時金（権利金、礼金等）の運用益、償却額と預り金的性格を有する一時金（敷金、保証金等）をいう。

## その他収入、付加使用料及び共益費のうち実費超過額等
建物の一部賃貸借に当たっては、付加使用料及び共益費については、実際に要した費用の額を上回るものが貸主から借主に請求されることが見られる。その実費超過額等は、実質的に賃料を搆成するものである。

## 位置づけ
賃料の不動産鑑定評価は、賃料の算定期間に応じて実質賃料を求めることが原則とされている。この例外として、賃料の算定期間及び支払いの時期に係る条件、並びに一時金の授受に係る条件が付されて支払賃料を求めることを依頼された場合には、実質賃料とともに支払賃料を求めることができるものとされ、この場合は、不動産鑑定評価報告書では括弧書きで実質賃料を注記するものとされている。
さらに日本では、消費者とのトラブル防止の観点から、日本賃貸住宅管理協会が「実質賃料表示」を呼びかけている。
賃貸側においては、賃貸用不動産の経済価値は、実際実質賃料に基づく収益性が標準となる。